# Liste der türkischen Botschafter in Kirgisistan
Der Botschafter leitet die Botschaft in Bischkek.
| Ernennung Akkreditierung | Botschafter         | Bemerkung | Ministerpräsident der Türkei | Premierminister Kirgisistans | Posten verlassen |
| ------------------------ | ------------------- | --- | ---------------------------- | ---------------------------- | ---------------- |
| 1. Jan. 1992             | Metin Göker         | (* 8. November 1942 in Istanbul, † 2009 in Bahçelievler Suizid durch Erhängen) 30. Sep. 2000 – 28. Nov. 2004: Botschafter in Caracas und Bogota | Süleyman Demirel             | Andrei Iordan                | 1. Jan. 1996     |
| 1. Jan. 1996             | Türel Özkarol       | | Necmettin Erbakan            | Apas Dschumagulow            | 1. Jan. 1998     |
| 1. Jan. 1998             | Doğan Akdur         | | Mesut Yılmaz                 | Kubanischbek Schumalijew     | 1. Jan. 2000     |
| 1. Jan. 2001             | Muzaffer Eröktem    | | Bülent Ecevit                | Kurmanbek Bakijew            | 1. Jan. 2004     |
| 20. Jan. 2004            | Fatma Serpil Alpman | (* 1950 in Erzurum) Abitur: American Academy, 1972: Studium der Politikwissenschaft an der Universität Ankara, 1999–2001: am Konsulat in Rotterdam beschäftigt, Protokollabteilung, 2004–2009: Botschafterin in Kirgisistan, Fatma Serpil Alpman war die erste weibliche Botschafterin der Türkei in Zentralasien, Ende 2011 Vertreterin des Außenministeriums im EXPO-Vorstand, 2012 Vertreterin in Izmir. | Recep Tayyip Erdoğan         | Nikolai Tanajew              | 20. Okt. 2009    |
| 14. Okt. 2009            | Nejat Akçal         | (* 5. September 1951 in Ankara) 1969: Abitur: TED Ankara College Foundation Schools, 1975: Studium der Politikwissenschaft an der Universität Ankara, 1978: Eintritt in den auswärtigen Dienst, 2001–2004: Stellvertreter des Zeremonienmeisters, 1. September 2004 – 1. November 2008 Konsul in Stuttgart, 14. Oktober 2009 – 1. November 2013 Botschafter Bischkek. | Recep Tayyip Erdoğan         | Igor Tschudinow              | 1. Nov. 2013     |
| 15. Nov. 2013            | Metin Kılıç         | (* 3. Mai 1963 in Ankara) 1980–1984: Studium der Wirtschafts- und Handelswissenschaft, der öffentlichen Verwaltung an der Gazi Üniversitesi, 15. Mai 1985 Eintritt in die Diplomatenlaufbahn, in der Abteilung Naher Osten und Afrika, Dezember 1985 Militärmission Ordu Muhabere Alay Komutanlığı Ezincan/Merkez, August 1986: Gesandtschaftssekretär dritter Klasse in der Abteilung USA, 1988–1990: Gesandtschaftssekretär dritter Klasse in Abu Dhabi (Vereinigte Arabische Emirate), 1990–1994: Gesandtschaftssekretär zweiter/erster Klasse in Kairo (Ägypten), 1994–1996: Gesandtschaftssekretär erster Klasse in der Abteilung Menschenrechte, 1996–2000: Gesandtschaftssekretär erster Klasse, Gesandtschaftsrat in Lissabon (Portugal), 2000–2002: Leiter der Abteilung Afrika, 2002–2005: Leiter der türkischen Auslandsvertretung in Priština (Kosovo), 2005–2007: Leiter Terror und Bekämpfung der grenzüberschreitenden organisierten Kriminalität, 2007–2011: Botschaftsrat, Botschafter in Peking (China), 2011–2013: Botschafter Vertreter in Edirne, Juni 2013: Botschafter in Bischkek. | Recep Tayyip Erdoğan         | Dschantörö Satybaldijew      |                  |